# Alexander von Rosen (Schauspieler)
Alexander von Rosen (* 13. April 1930 in Reval, Estland; † 7. September 2014 in Deutschland) war ein deutscher Schauspieler bei Bühne und Fernsehen.

## Leben und Wirken
Der aus dem heutigen Tallinn stammende Baltendeutsche kam bereits in jungen Jahren nach Deutschland und wurde zu Beginn der 1950er Jahre von Eduard Marks in Hamburg künstlerisch ausgebildet. Sein Theaterdebüt gab von Rosen 1953 in Ulm, im darauf folgenden Jahr ging er nach Gelsenkirchen, wo er bis Ende desselben Jahrzehnts blieb. Weitere Bühnenstationen waren unter anderem Münster (Städtische Bühnen), München (Kammerspiele) und Berlin (Schiller-Theater).
Vor die Fernsehkamera trat Alexander von Rosen erstmals 1961 und blieb dort nur gut ein Jahrzehnt aktiv. Abgesehen von seiner vorletzten Rolle, als er mit Berthold Schenk Graf von Stauffenberg in dem Fernsehzweiteiler Operation Walküre den Bruder des Anti-Hitler-Verschwörers und Widerstandskämpfers Claus Schenk Graf von Stauffenberg verkörperte, sind seine dort absolvierten Auftritte wenig bemerkenswert. Bereits 1972 verschwand von Rosen komplett aus dem Blickfeld der Öffentlichkeit.
In den 1980er Jahren war von Rosen Mitarbeiter der Existential-psychologische Bildungs- und Begegnungsstätte, Schule für Initiatische Therapie von Karlfried Graf Dürckheim und Maria Hippius-Gräfin Dürckheim in Todtmoos-Rütte. 
Sein Grab befindet sich auf dem Inneren Neustädter Friedhof in Dresden.

## Filmografie
- 1961: Auf der Suche nach Glück
- 1965: Das Kriminalmuseum – Der Koffer
- 1965: Die fünfte Kolonne – Ein Mann namens Pavlow
- 1966: Der Mann, der sich Abel nannte
- 1966: Baumeister Solness
- 1966: Die fünfte Kolonne – Stahlschrank SG III
- 1967: Die Mission
- 1967: Das Attentat – Heydrich in Prag
- 1969: Frei bis zum nächsten Mal
- 1971: Die Münchner Räterepublik
- 1971: Operation Walküre
- 1972: Novellen aus dem wilden Westen